# 马乙四夫
马乙四夫（1970年3月—），青海循化人，撒拉族，中国共产党党员。中华人民共和国政治人物、第十三届全国人民代表大会青海地区代表。

## 生平
2018年2月24日，当选为第十三届全国人大代表。